# Adolf Guyer-Zeller
Adolf Guyer-Zeller (Neuthal, 1º maggio 1839 – Zurigo, 3 aprile 1899) è stato un imprenditore svizzero, banchiere e costruttore di ferrovie.

## Biografia

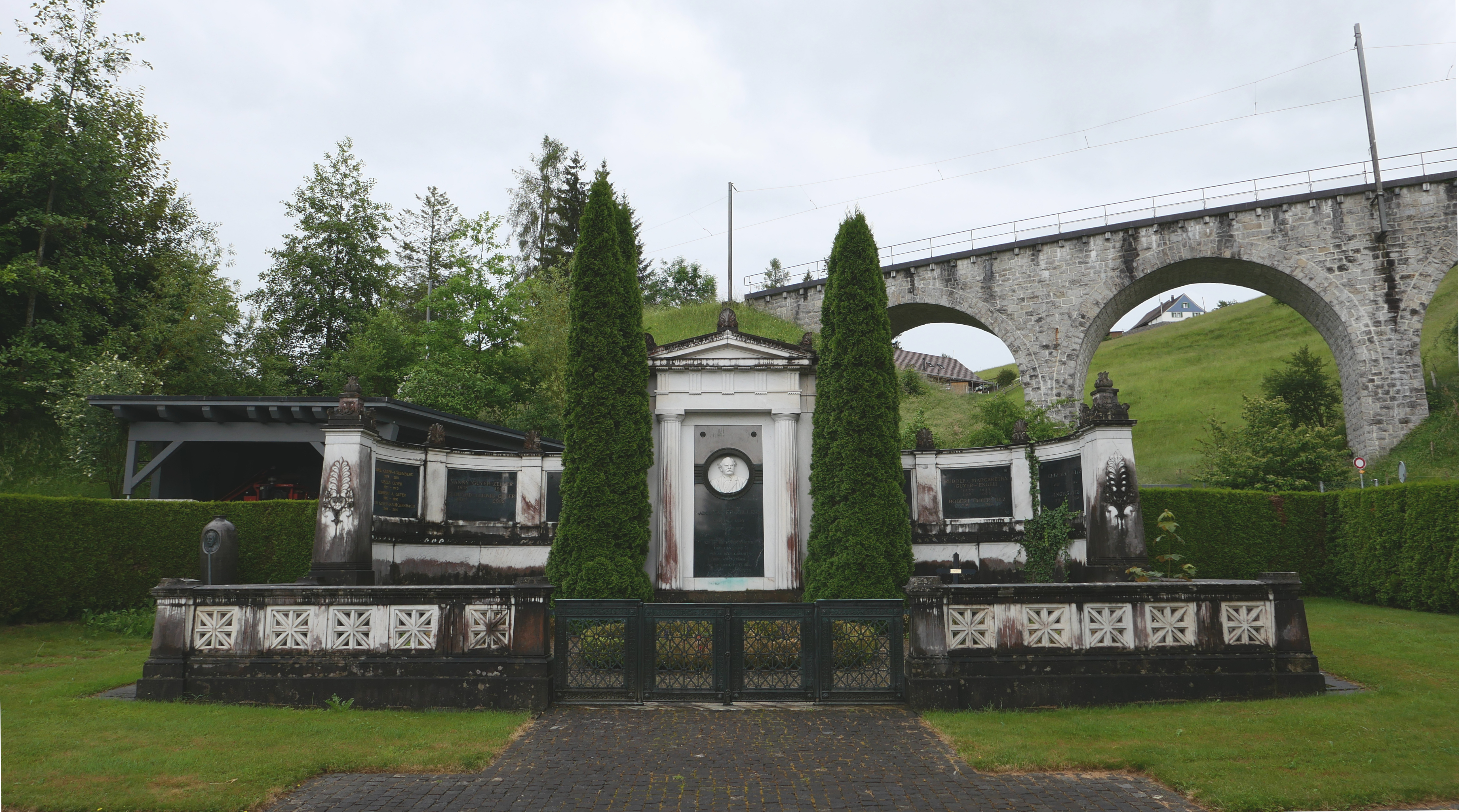
La tomba di Guyer-Zeller e della sua famiglia a Bauma con il ponte della ferrovia sullo sfondo

Figlio di un imprenditore tessile di Zurigo che lo fece studiare nell'Istituto Federale di Tecnologia della città, alla morte del padre ne prese il posto alla testa dell'azienda. Si rivolse presto alla costruzione di ferrovie divenendo anche il presidente della compagnia, Schweizerische Nordostbahn (NOB). Nel 1893, in seguito a una gita nella località montana della Jungfrau, ebbe l'idea di una ferrovia di montagna che ne permettesse un facile accesso ai turisti sfruttando il fatto che era già stata costruita una ferrovia fino alla Kleine Scheidegg, alla base del Eiger. In vista di ciò fondò anche una banca, che prese il suo nome, nel 1894 e nel 1896 - ottenuta la concessione - diede avvio ai lavori di costruzione.
Fu anche il promotore della Ferrovia Uerikon-Bauma (UeBB). Il suo proposito era quello di creare un collegamento per la Ferrovia del Gottardo con l'intento, poi abbandonato, di portare la linea fino a Eschlikon in Thurgau. Dati i suoi interessi anche nel settore tessile progettò la linea in modo da passare vicina alle sue fabbriche tessili. La concessione venne rilasciata nel luglio 1885. Nel 1898 ne iniziò la costruzione, ma non ne vide l'inaugurazione, avvenuta nel 1901, poiché si era spento a Zurigo il 3 aprile 1899.